# 李世娜
李世娜（韓語：이세나，1982年3月16日—），韓國女演員。2007年拍攝Samsung Anycall廣告出道。2007年情人节前夕的女友为男友制作瓷器内容的“陶瓷女”UCC视频成为话题，还和演员朴哲一起被委任为第4届京畿道世界陶瓷双年展的宣传大使。

## 演出作品

### 電視劇
- 2008年：MBC《大象》
- 2008年：MBC《Life特別調查團》
- 2008年：SBS《玻璃之城》
- 2008年：MBC《大韓民國律師》
- 2009年：KBS《傳說的故鄉》
- 2010年：MBC《愛的烙印 紅字》飾演 韓茵瑞
- 2010年：SBS Plus《Eagle Eagle》
- 2011年：SBS《樹大根深》飾演 芹之
- 2012年：SBS《傻瓜媽媽》飾演 金秀莉
- 2012年：SBS《依然是你》飾演 羅世熙
- 2015年：SBS《海德，哲基爾與我》飾演 崔淑熙
- 2016年：SBS《六龍飛天》飾演 芹之
- 2018年：KBS《讓開，命運啊》飾演 金哈娜
- 2020年：KBS《出軌的話就死定了》飾演 尹敏熙
- 2021年：JTBC《人間失格》飾演 智娜
- 2021年：tvN《憂鬱症》飾演 趙潤雅
- 2022年：tvN《夏娃的醜聞》飾演 尹秀晶

### 電影
- 2009年：《手機》
- 2009年：《父山》
- 2016年：《德惠翁主》飾演 徐景新
- 2018年：《Gate（朝鲜语：게이트 (영화)）》飾演 服裝室室長

### MV
- 2005年：輝星《為什麼只有我》
- 2006年：Yarn《總是》（與金東允、俞雪婀）
- 2008年：Brown Eyes《不要走不要走》（與俞承豪）
- 2008年：Brown Eyes《因為你》（與柳相旭）
- 2009年：Jumper《YES》
- 2009年：李昇基《我們分手吧》
- 2010年：Goeun《好像愛上你了》（與金東熙）

### 綜藝
- 2012年：MBC《我們結婚了》酒窩夫婦SJ聯誼特輯嘉賓